# Johann Wilhelm Hannitz
Johann Wilhelm Hannitz (*  11. Juli 1713 in Hermannsdorf; †  3. September 1792 in Hinterweidenthal) war ein hochstift-speyerischer Oberförster. Daneben betrieb er eine einträgliche Fälscherwerkstatt und fertigte gefälschte Dokumente zum Nachweis von Besitzansprüchen. Ihm werden eine Reihe die Geschichte der Pfalz betreffender gefälschter Urkunden zugeschrieben. Häufig sind diese um 1750 bis 1775 gefälschten Stücke in die Zeit um 1600 datiert und fingieren als Erzeugnisse eines Notars Alhardus Mollerus (auch Erhard Möller) oder eines Gerichtsschreibers Johann Michel Sartorius.

## Leben
Hannitz stammt aus Sachsen. Er heiratete 1750 in Queichheim Maria Regina Geng (1731-1802), Tochter eines Landauer Metzgermeisters und war zu diesem Zeitpunkt Sergent major (Schreibstubenunteroffizier) des in Landau stationierten französischen Regiments Saint Germain. Nach seinem Ausscheiden aus dem Militärdienst fand er 1759 Verwendung als hochstift-speyerischer Waldförster in Hinterweidenthal, einem zu dieser Zeit dreiherrigen Ort, dessen hochstift-speyerischer Anteil zum hochstift-speyerischen Amt Dahn gehörte. Die Anstellung wurde vom Fürstbischof „aus besonderen Ursachen“ genehmigt. Man zeigte sich damit erkenntlich für die Beschaffung wichtiger Rechtstitel für die Ansprüche des Hochstifts auf die Wälder der Gemeinde Dahn. Acht Jahre später wurde er zum Oberförster befördert. Hannitz starb 1792 als wohlhabender Mann. Seine Tochter Marie Sibylle heiratete Pfarrer Christian Friedrich Kremer in Annweiler, sein Sohn Friedrich Jacob wurde Handelsmann und Bürgermeister in Hornbach.
Vor der französischen Revolution galt der Grundsatz altes Recht bricht neues Recht, daher war es bei Rechtsstreitigkeiten um Besitzansprüche vorteilhaft, Besitzansprüche durch möglichst alte Urkunden dokumentieren zu können. Da durch den Dreißigjährigen Krieg und die Reunionskriege des 17. Jahrhunderts Rechtsentwicklung und Rechtsüberlieferung in der Region stark beeinträchtigt waren, waren Besitzrechte häufig umstritten. Hannitz leistete in solchen Fällen ganz offiziell Hilfe, indem er einen halblegalen Handel mit Urkunden betrieb, die er angeblich im Archiv in Dahn oder anderen aufgelassenen Archiven fand und aus denen sich die seinen Auftraggebern passenden Rechtsansprüche herleiten ließen. Zu seinen Auftraggebern gehörten weniger Privatpersonen als Gemeinden und zahlungskräftige fürstliche Herrschaften.

## Fälschungen

### Anfertigung
Hannitz ließ sich von seinen Auftraggebern ihre Rechtsansprüche genauestens darlegen, angeblich um nach geeigneten Titeln zu suchen. Dass solche Titel kaum von selbst auftauchen würden, dürfte den meisten seiner Auftraggeber klar gewesen sein. Hannitz fälschte dann geeignete Dokumente, die die Ansprüche seiner Auftraggeber erhärten konnten. Die Stücke sind auf Papier, das im Rauch künstlich gealtert wurde, und datieren häufig in die Zeit um 1600 und sind bis auf wenige Ausnahmen in deutscher Sprache abgefasst. Als Aussteller der Urkunden diente Hannitz der Name eines angeblichen Notars in Weißenburg, der latinisiert als Alhardus Mollerus oder deutsch als Erhard Möller auftaucht, daneben der Name eines angeblichen Gerichtsschreibers Johann Michel Sartorius. Die Fälschungen von Hannitz werden deshalb in der Literatur auch als Fälschungen eines Alhardus Mollerus bezeichnet. Als Namensgeber diente Hannitz offenbar ein echter Notar namens Alhardus Mollerus, der zwischen 1655 und 1688 mehrere Werke, darunter ein vierbändiges Werk über das Abfassen von Briefen und Urkunden herausgegeben hatte, aus dem Hannitz allgemeine Passagen für seine Urkundenfälschungen entnahm. Eine lateinisch geschriebene Kaiserurkunde von 1086 setzte Hannitz aus verschiedenen Texten zuvor schon publizierter Urkunden zusammen und fälschte die Kaiserurkunde einfach als beglaubigte Abschrift aus dem 16. Jahrhundert.
Die Fälschungen von Hannitz halten modernen kritischen Untersuchungen nicht stand: Es gelang ihm nicht, Papier, Besiegelung und Schreibart hundertprozentig zu fälschen. Dazu sind häufig die Rechtsverhältnisse, die Titel der angeblichen Aussteller, die Namen der Orte und der Zeugen unpassend. Ohne eine kritische Untersuchung sind die Fälschungen jedoch häufig nicht zu erkennen, vor allem in den Fällen, wenn die von Hannitz gefälschte Urkunde nicht mehr selbst vorliegt, sondern nur noch Abschriften oder Auszüge davon.

### Aufdeckung
Bereits informierten Zeitgenossen war bekannt, dass Hannitz mit gefälschten Urkunden handelte bzw. gefälschte Urkunden selbst herstellte. Das von der Gemeinde St. Ingbert im St. Ingberter Waldstreit 1772 dem Reichskammergericht vorgelegte angebliche „St. Ingberter Weistum von 1601“ wurde von den Prüfern des Reichskammergerichts wegen falscher Besiegelung nicht als Beweismittel zugelassen. Ein kurpfälzischer Beamter berichtete 1775, dass eine gefälschte Waldurkunde von dem „fameusen Ertzfalsario und Teufelsbänner dem tit. Oberförster N. N. zu Weidenthal“ stamme. 1790 heißt es, dass ein Stück „unterschoben sey, und von dem famösen Urkunden-Händler Heintz von Weidenthal herkomme, welcher mit diesem seinem Schleichhandel schon so viele unzählige Streitereien in Churpfalz, im Hochstift Speyer und in anderen benachbarten Staaten angezettelt.“ Bei ihm soll einmal eine ganze Kiste gefälschter Urkunden beschlagnahmt worden sein, andererseits genoss er offenbar auch hohe Protektion, denn von einer Anklage oder einer Verurteilung zu seinen Lebzeiten ist nichts bekannt geworden. Im Intelligenzblatt des Rheinkreises von 1823 werden bereits 15 Fälschungen aufgeführt. Der Archivrat Anton Müller († 1930) plante die Abfassung einer Arbeit über die Fälschungen, die aber nicht zustande kam. Durch die Dissertation des späteren Speyerer Archivdirektors Anton Doll von 1948 wurden zahlreiche Fälschungen von Hannitz und seine Arbeitsweise dem Fachpublikum bekannt. Zu einzelnen Fälschungen von Hannitz wurden umfangreiche Untersuchungen veröffentlicht (siehe Literatur). In der populären Literatur kursieren weiterhin Angaben, die auf Fälschungen von Hannitz zurückgehen, etwa die angebliche Erstnennung von Annweiler in der von Hannitz gefälschten Kaiserurkunde von 1086.